# Badminton-Bundesliga 1987/88
Die Badminton-Bundesligasaison 1987/88 bestand aus 14 Spieltagen im Modus „Jeder gegen jeden“ mit Hin- und Rückspiel. Meister wurde der 1. DBC Bonn.

## Endstand
| Platz | Verein | Spiele | Punkte | Spielpunkte |
| ----- | --- | ------ | ------ | ----------- |
| 1.    | 1. DBC Bonn (Harald Klauer, Detlef Poste, Volker Renzelmann, Rolf Rüsseler, Jörg Diehl, Armin Hartmann, Dorett Hökel, Elke Schrick, Christiane Ruß)                           | 14     | 23:05  |             |
| 2.    | TV Mainz-Zahlbach (Thomas Künstler, Stefan Frey, Matthias Klein, Jürgen Gebhardt, Mechtild Hagemann, Cathrin Hoppe)                                                           | 14     | 21:07  |             |
| 3.    | SV Fortuna Regensburg (Gerhard Treitinger, Klaus Treitinger, Markus Keck, Michael Horneber, Wolfgang Heyer, Birgit Schilling, Anne-Katrin Seid, Uschi Simon, Cornelia Lohmer) | 14     | 20:08  |             |
| 4.    | TTC Brauweiler 1948 | 14     | 13:15  |             |
| 5.    | TuS Wiebelskirchen | 14     | 11:17  |             |
| 6.    | FC Langenfeld | 14     | 10:18  |             |
| 7.    | FC Bayer 05 Uerdingen | 14     | 10:18  |             |
| 8.    | Bottroper BG (N) | 14     | 04:24  |             |